# Lucía Bautista
Lucía Paola Bautista Sarmiento (* 6. Dezember 2002 in Bucaramanga) ist eine kolumbianische Squashspielerin.

## Karriere
Lucía Bautista spielte 2022 erstmals auf der PSA World Tour und gewann auf dieser bislang zwei Titel. Ihre höchste Platzierung in der Weltrangliste erreichte sie mit Rang 75 am 24. Februar 2025. Als Teil der kolumbianischen Nationalmannschaft nahm sie bereits 2018 erstmals an den Südamerikaspielen und den Panamerikameisterschaften teil. Bei ersteren gewann sie im Mannschaftswettbewerb auch sogleich die Goldmedaille. Ihre nächsten internationalen Wettkämpfe im Seniorenbereich bestritt sie erst vier Jahre darauf, wo sie abermals bei den Südamerikaspielen und den Panamerikameisterschaften, aber auch bei den World Games zum kolumbianischen Kader gehörte. Sie wurde sowohl mit Miguel Ángel Rodríguez im Mixed als auch mit der Mannschaft Panamerikameisterin und wiederholte in der Mannschaftskonkurrenz außerdem den Gewinn der Goldmedaille bei den Südamerikaspielen. Darüber hinaus sicherte sie sich mit Ronald Palomino im Mixed eine weitere Goldmedaille bei den Spielen. Bei den World Games schied Bautista dagegen in der ersten Runde aus.
Bei den Panamerikameisterschaften 2023 schied sie im Einzel ebenso im Halbfinale aus wie auch im Mannschaftswettbewerb. Bei den Panamerikanischen Spielen in Santiago de Chile im selben Jahr gewann Bautista im Doppel mit Laura Tovar die Goldmedaille, während sie sich mit der Mannschaft Bronze sicherte. 2024 wurde Bautista mit Catalina Peláez Panamerikameisterin im Doppel sowie mit der Mannschaft Vizepanamerikameisterin. 2024 gehörte sie zum kolumbianischen Aufgebot bei den Weltmeisterschaften.

## Erfolge
- Panamerikameisterin im Doppel: 2024 (mit Catalina Peláez)
- Panamerikameisterin im Mixed: 2022 (mit Miguel Ángel Rodríguez)
- Panamerikameisterin mit der Mannschaft: 2022
- Gewonnene PSA-Titel: 2
- Panamerikanische Spiele: 1 × Gold (Doppel 2023), 1 × Bronze (Mannschaft 2023)
- Südamerikaspiele: 3 × Gold (Mannschaft 2018, Mixed und Mannschaft 2022)